# Molí de la Torre (Santa Coloma de Queralt)
El Molí de la Torre és una obra gòtica de Santa Coloma de Queralt (Conca de Barberà) inclosa a l'Inventari del Patrimoni Arquitectònic de Catalunya.

## Descripció
Estructura massissa i quadrada amb petites obertures. En el seu interior té dues arcades de mig punt que van des de la planta baixa a les golfes. Té adossada una bassa de pedra treballada.

## Història
Es troba al vessant dret del riu Gaià, al peu del camí dels molins, dit també Camí del Molí del Sol. Rebia l'aigua del Molí Nou i la cedia al Molí de Poarull. L'any 1415 era anomenat Molí del Senyor, de 1447 a 1606 es troba documentat com a Molí d'en Guiribert i des del segle xvii és conegut com el Molí de la Torre.